# Langgrün (Gefell)
Langgrün ist ein Ortsteil der Einheitsgemeinde Stadt Gefell im Saale-Orla-Kreis in Thüringen.

## Geografie
Langgrün liegt westlich der an der Gemarkung vorbeiführenden Bundesautobahn 9. Die Anschlussstelle „Bad Lobenstein“ über die Bundesstraße 90 wiegt jedoch die Nachteile auf. Sowohl westlich als auch östlich der Flur ist Wald vorgelagert. Bis an das Frankenwaldgebiet reicht die Flur heran. Hügelzüge trennen die Fluren der Dörfer.
Mit den Linien 720 und 721 des Verkehrsunternehmens KomBus hat Langgrün Anschluss an die Städte Schleiz, Bad Lobenstein und Hirschberg (Saale).

## Geologie
Geologisch ist die Flur von Langgrün ein typischer Standort des Südostthüringischen Schiefergebirges. Diese Böden sind durch den hohen Feinerdeanteil und Humusgehalt  sehr fruchtbar. Quellmulden sowie schmale Tallagen der Bäche sind typische Grünlandstandorte. Ackerbau wird auf plateauartigen Geländerücken, welligen Ebenen und Flachhängen begünstigt. Auf sonstigen Lagen überwiegt die forstliche Nutzung.

## Nachbarorte
Nachbarorte sind Frössen, Saaldorf, Künsdorf, Seubtendorf und Blintendorf.

## Geschichte
1302 wurde Langgrün erstmals urkundlich erwähnt.
1302 nannte man den Ort Ober- und Niedergrün.
Traditionell findet eine Woche nach Ostern ein Jahrmarkt statt, der sich nun über die Maßstäbe der Vergangenheit an Art und Umfang erweitert hat.

## Sehenswürdigkeiten
- Dorfkirche Langgrün

## Wirtschaft
Die Landwirtschaft prägte und prägt die Wirtschaft.